# Stazione di Casacalenda-Guardialfiera
Stazione di Casacalenda-Guardialfiera vasútállomás Olaszországban, Molise régióban, Casacalenda településen.

## Vasútvonalak
Az állomást az alábbi vasútvonalak érintik:
- Termoli–Venafro-vasútvonal

## Kapcsolódó állomások
A vasútállomáshoz az alábbi állomások vannak a legközelebb: 
- Provvidenti railway station
- Stazione di Larino